# يان كال
يان كال (بالهولندية: Jan Kal)‏ هو كاتب وشاعر هولندي، ولد في 18 ديسمبر 1946.

## وصلات خارجية
- يان كال على موقع ميوزك برينز (الإنجليزية)